# 바우페스주

바우페스 주

바우페스주(스페인어: Departamento del Vaupés)는 콜롬비아 남동부에 위치한 주로 주도는 미투이며 면적은 54,135km2, 인구는 42,817명(2013년 기준), 인구 밀도는 0.79명/km2이다. 1991년 7월 4일에 신설되었으며 6개 지방 자치체를 관할한다. 동쪽으로는 브라질과 국경을 접하며 남쪽으로는 아마소나스 주, 서쪽으로는 카케타 주, 북쪽으로는 과비아레 주, 과이니아 주와 접한다.

주기
주 문장

## 같이 보기
- 투카노어족